# Bartholomeus van der Helst

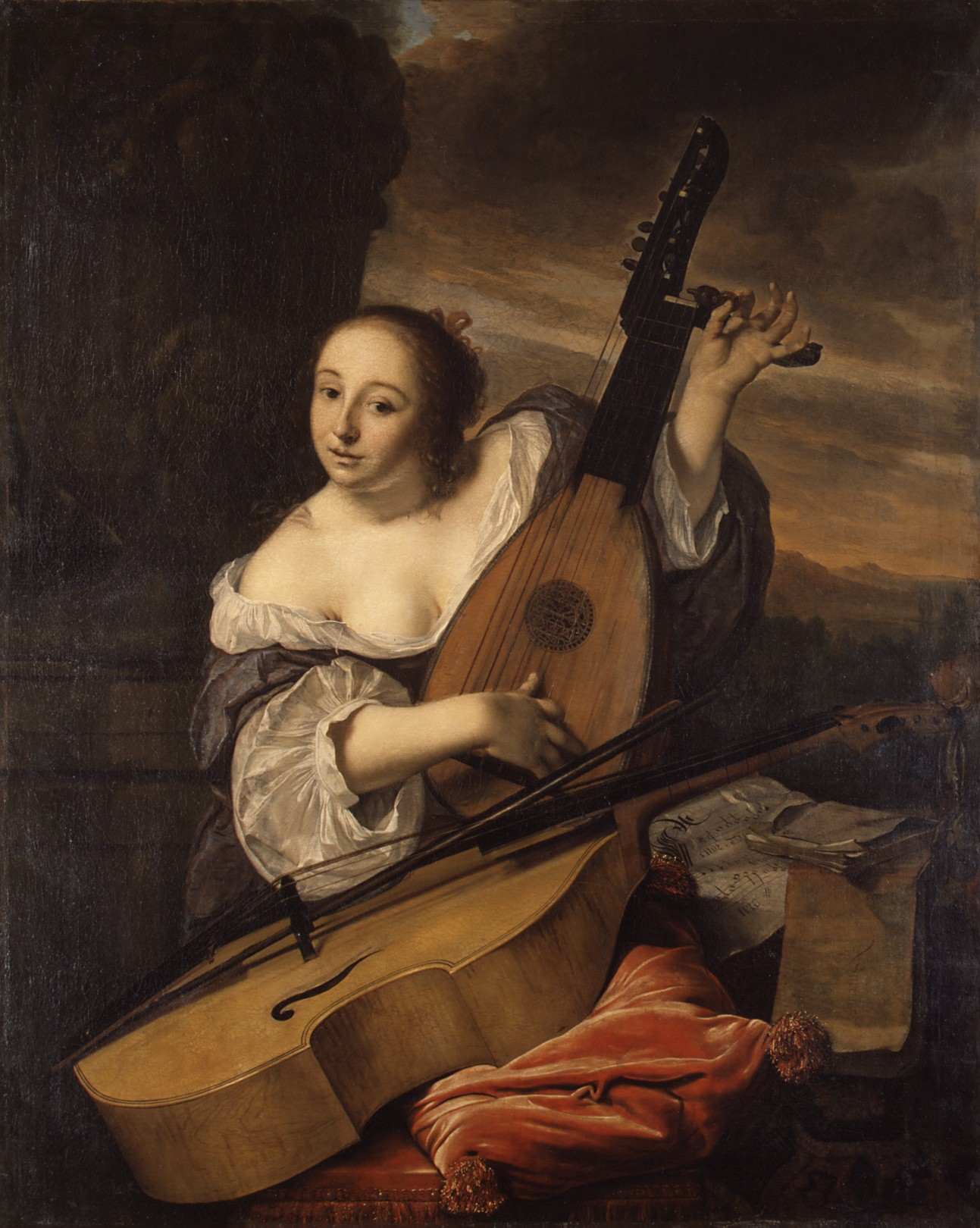
The Musician

Bartholomeus van der Helst (1613 - enterrado em 16 de dezembro de 1670)  foi um pintor holandês. Considerado um dos principais retratistas da Idade de Ouro holandesa seus retratos elegantes lhe renderam o patrocínio da elite de Amsterdã, bem como do círculo dos Estatuder.  Além de retratos, van der Helst pintou alguns quadros de gênero, bem como algumas cenas bíblicas e temas mitológicos.
Bartholomeus van der Helst nasceu em Haarlem em 1613. Mudou-se para Amsterdã algum tempo antes de 1636, ano em que se casou com Anna du Pire, uma mulher de 18 anos de uma família próspera do sul da Holanda que já era órfã. O casal teve seis filhos, dos quais um, chamado Lodewijk (1642 - c. 1684), tornou-se um pintor de retratos como seu pai. 
Seu primeiro quadro datado, os Regentes do Orfanato Walloon em Amsterdã, data de 1637. O estilo dessa pintura sugere que, em Amsterdã, van der Helst pode ter treinado com Nicolaes Eliaszoon Pickenoy. Sua primeira encomenda importante foi para um grande schuttersstuk conhecido como Guarda Cívica, liderado pelo capitão Roelof Bicker e pelo tenente Jan Michielsz. Blaeuw. Van der Helst recebeu a encomenda em 1639 e a concluiu em 1642. A grande tela de 7,5 m de largura foi pendurada sobre a lareira da grande assembleia da guilda Kloveniers, a mesma sala para a qual Rembrandt pintou A vigília noturna. 
Embora van der Helst estivesse ativo em Amsterdã na mesma época que Rembrandt, ele conseguiu se tornar o retratista mais popular daquela cidade, por meio de seus retratos elegantes e lisonjeiros no estilo de Anthony van Dyck. 
Ele foi o professor de seu filho Lodewijk van der Helst, que seguiu seu estilo.  Marcus Waltes foi seu aluno em 1650.  Ele não teve outros alunos conhecidos, mas exerceu influência sobre Govert Flinck, Eustache Lesueur, Constantin Hansen, Alexander Sanders e Abraham van den Tempel. 
Van der Helst morreu em Amsterdã em 1670.  Embora tenha conseguido cobrar preços muito altos por suas obras, ele parece ter vivido acima de suas posses. Ele havia comprado uma grande casa na Nieuwe Doelenstraat e adquirido muitas pinturas de artistas importantes, como Frans Floris, Simon de Vos, Goltzius, Adriaen Brouwer, Pieter Lastman, Gerard van Zyl, Simon de Vlieger, Hendrik Gerritsz Pot, Otto Marcelis e Willem van de Velde. Após sua morte, sua esposa foi obrigada a colocar suas obras e as de sua coleção de arte à venda em 1671 em um anúncio no Haarlems Dagblad.   No início de 1671, Lodewijk e sua irmã Susanne ajudaram a mãe quando visitaram o antigo estúdio do pai, quando seus pertences foram registrados. De acordo com o inventário, ele possuía o Schilderboeck de Karel van Mander; Metamorfoses, de Ovídio; livros de Serlio, Scamozzi, Vitruvius e Palladio; e retratos de almirantes holandeses, como Egbert Bartholomeusz Kortenaer.

## Galeria

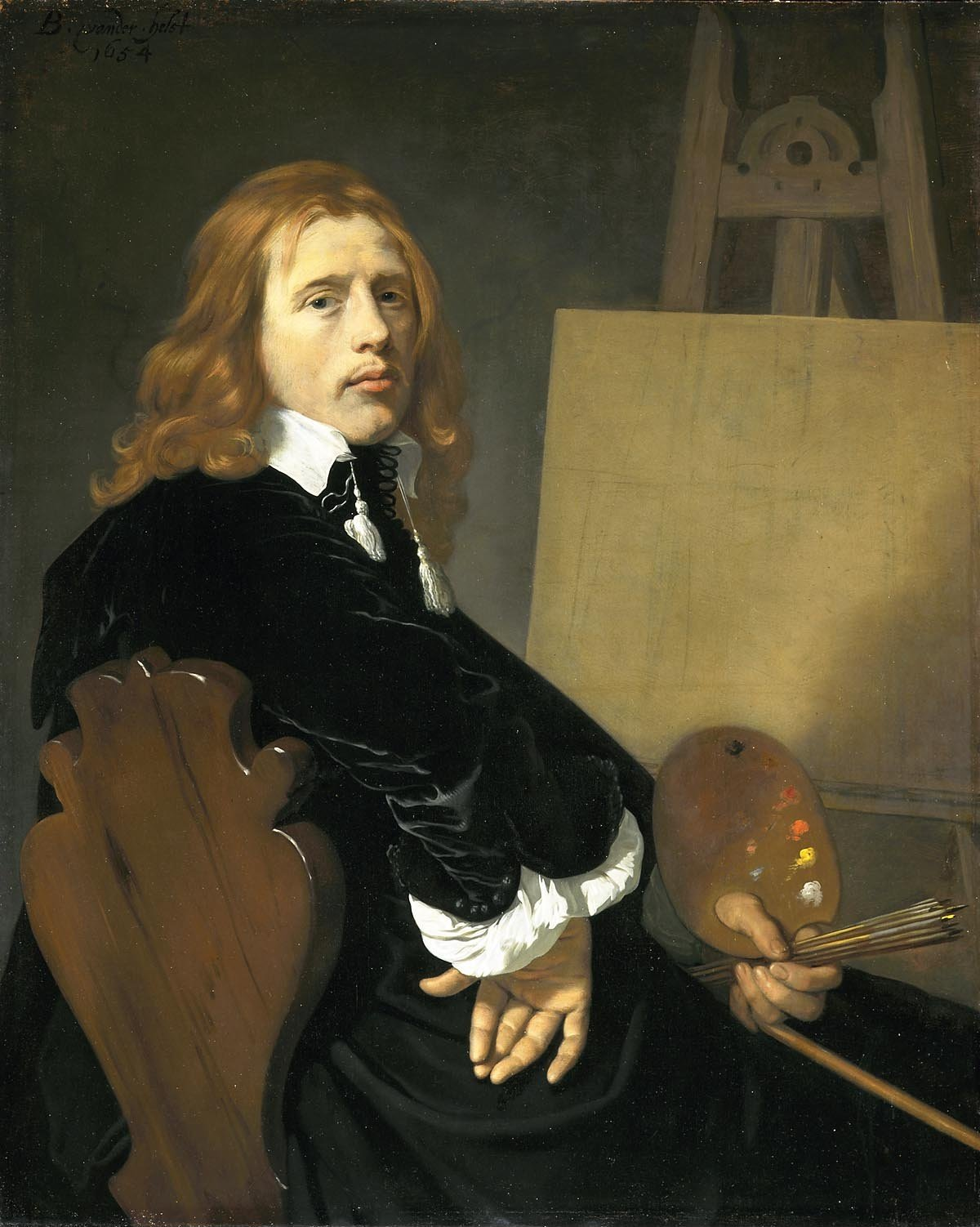
Portrait of the animal painter Paulus Potter
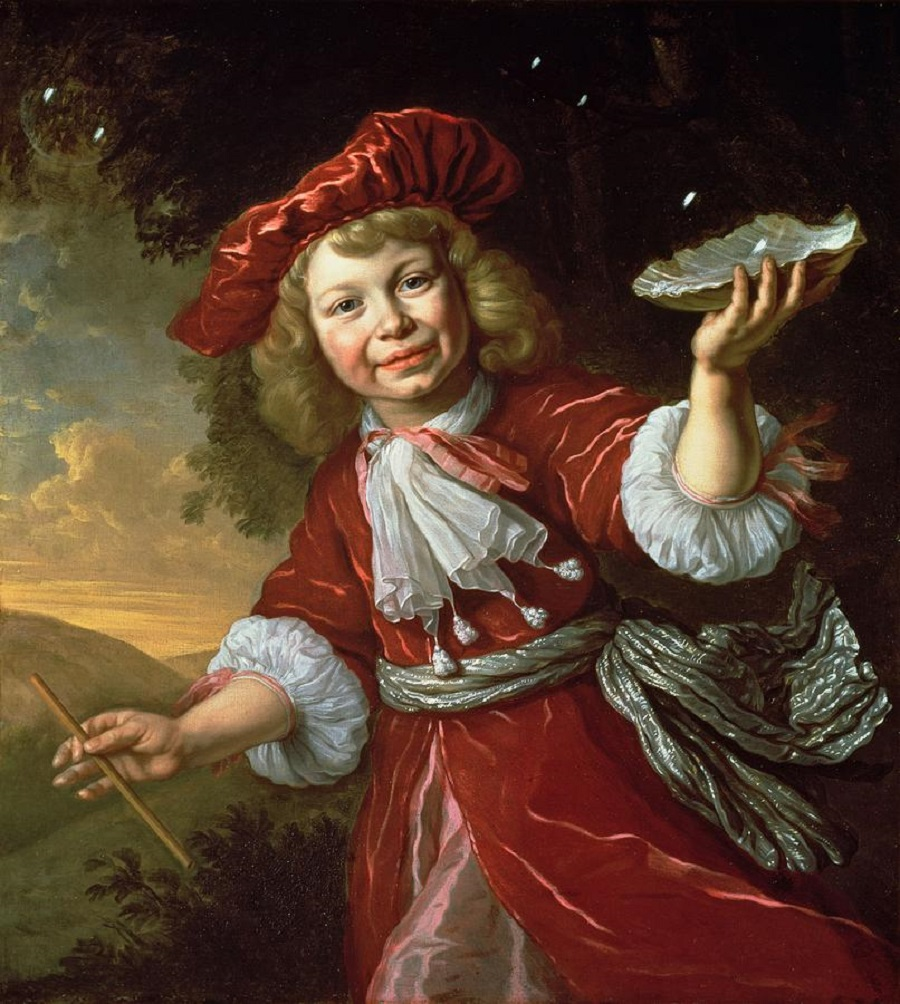
Portrait of a boy blowing bubbles
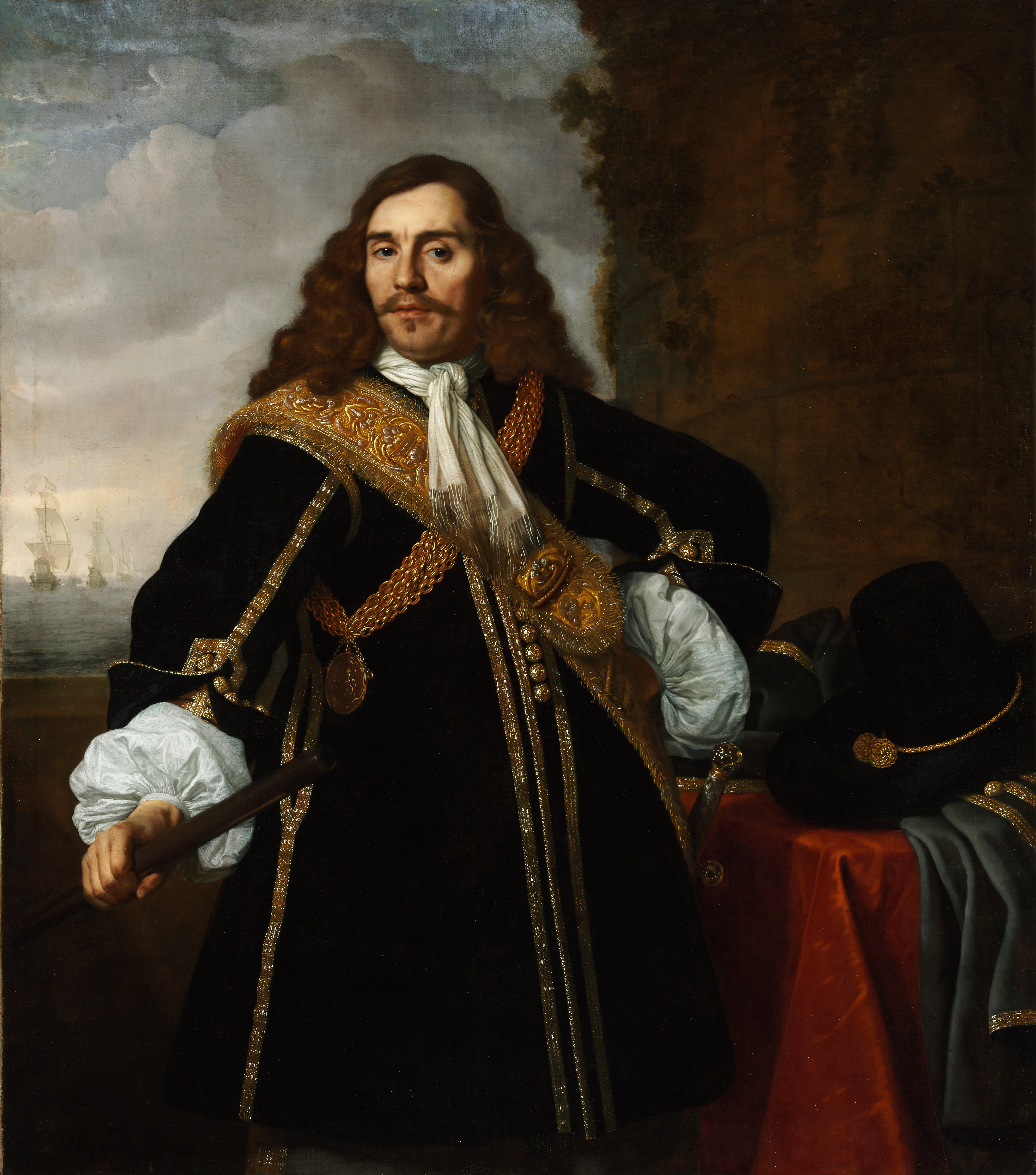
Portrait of Captain Gideon de Wildt
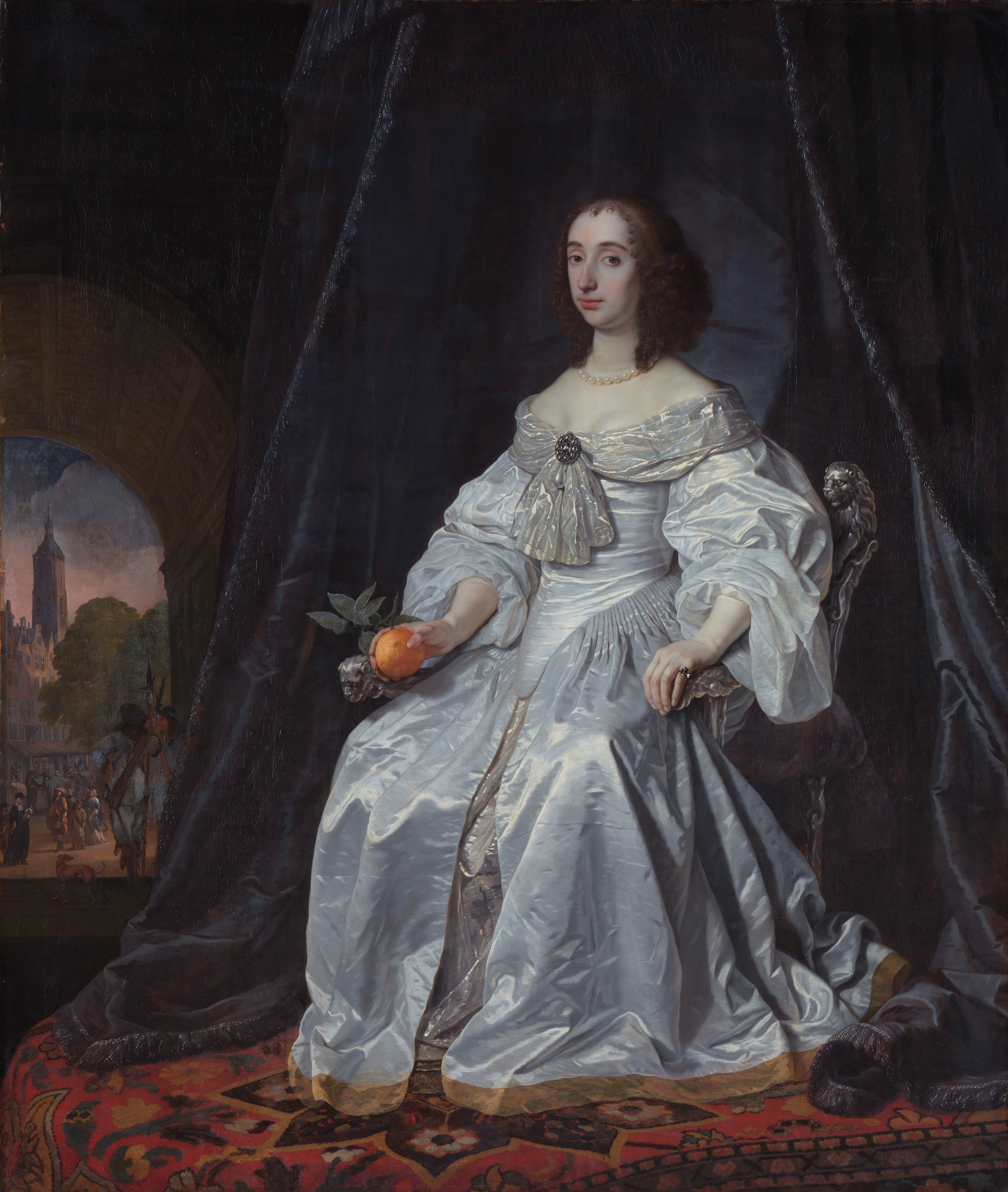
Mary, Princess of Orange
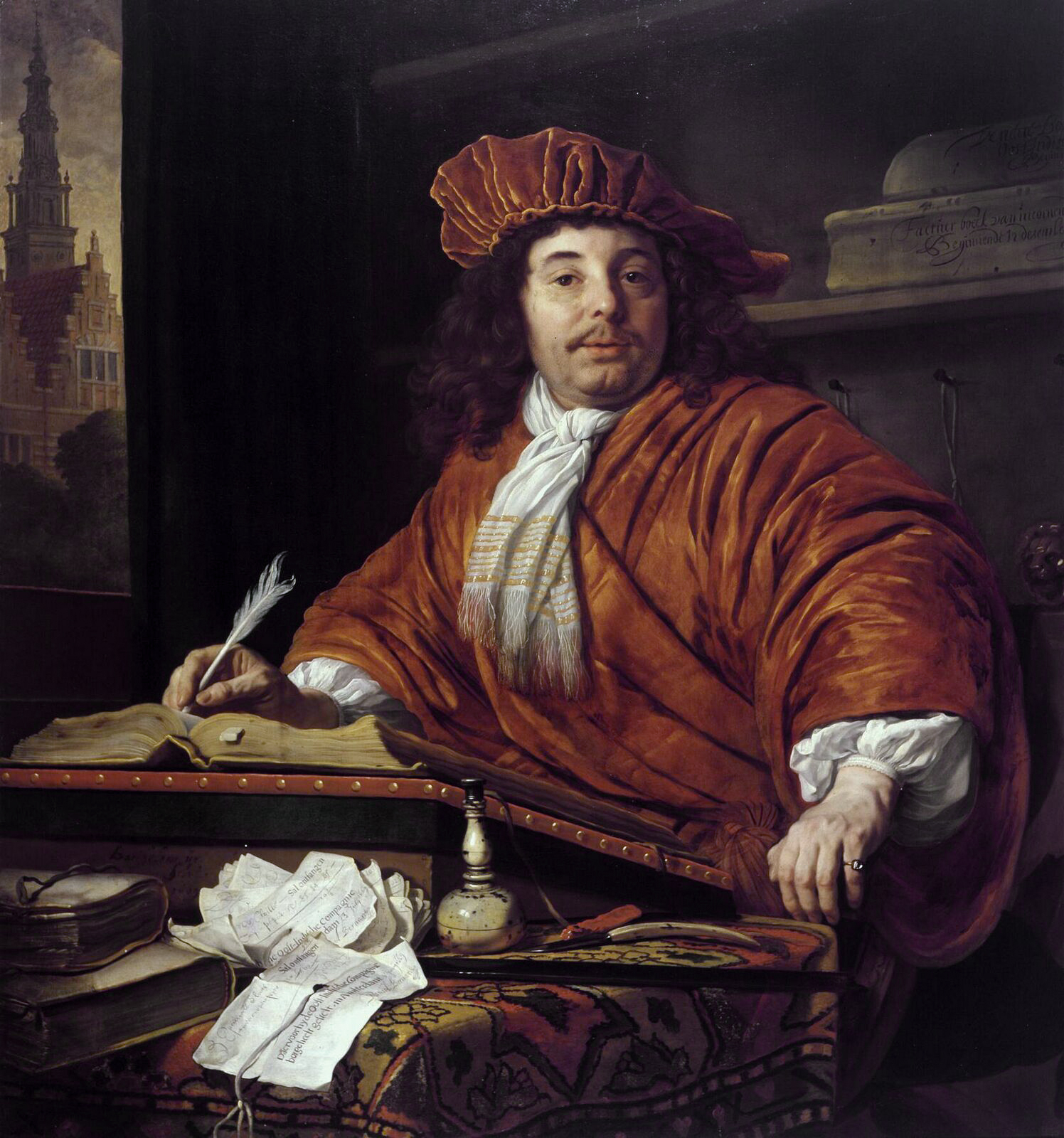
The shipowner Daniel Bernard
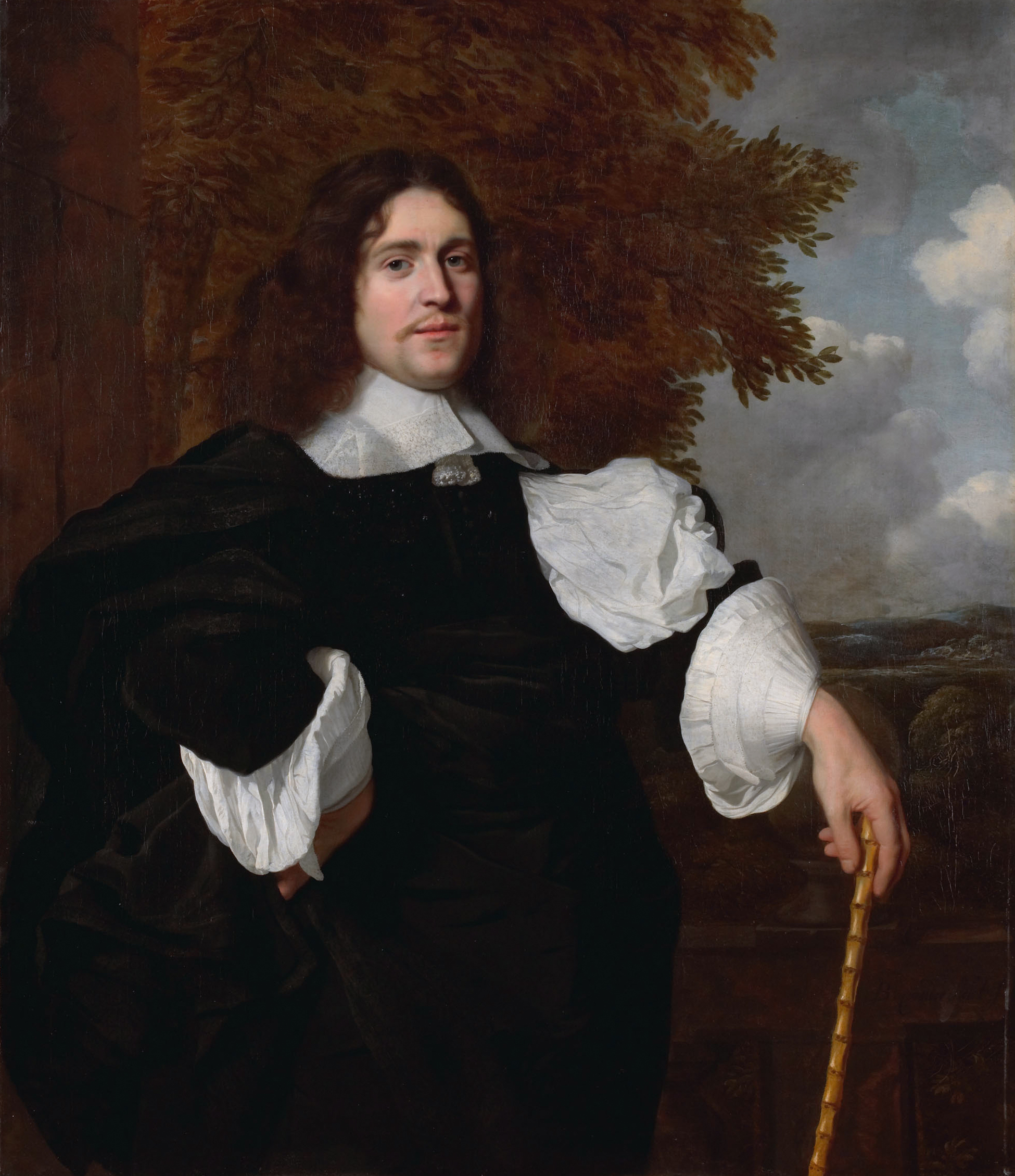
The arms dealer Jacob Trip (1627–1670)
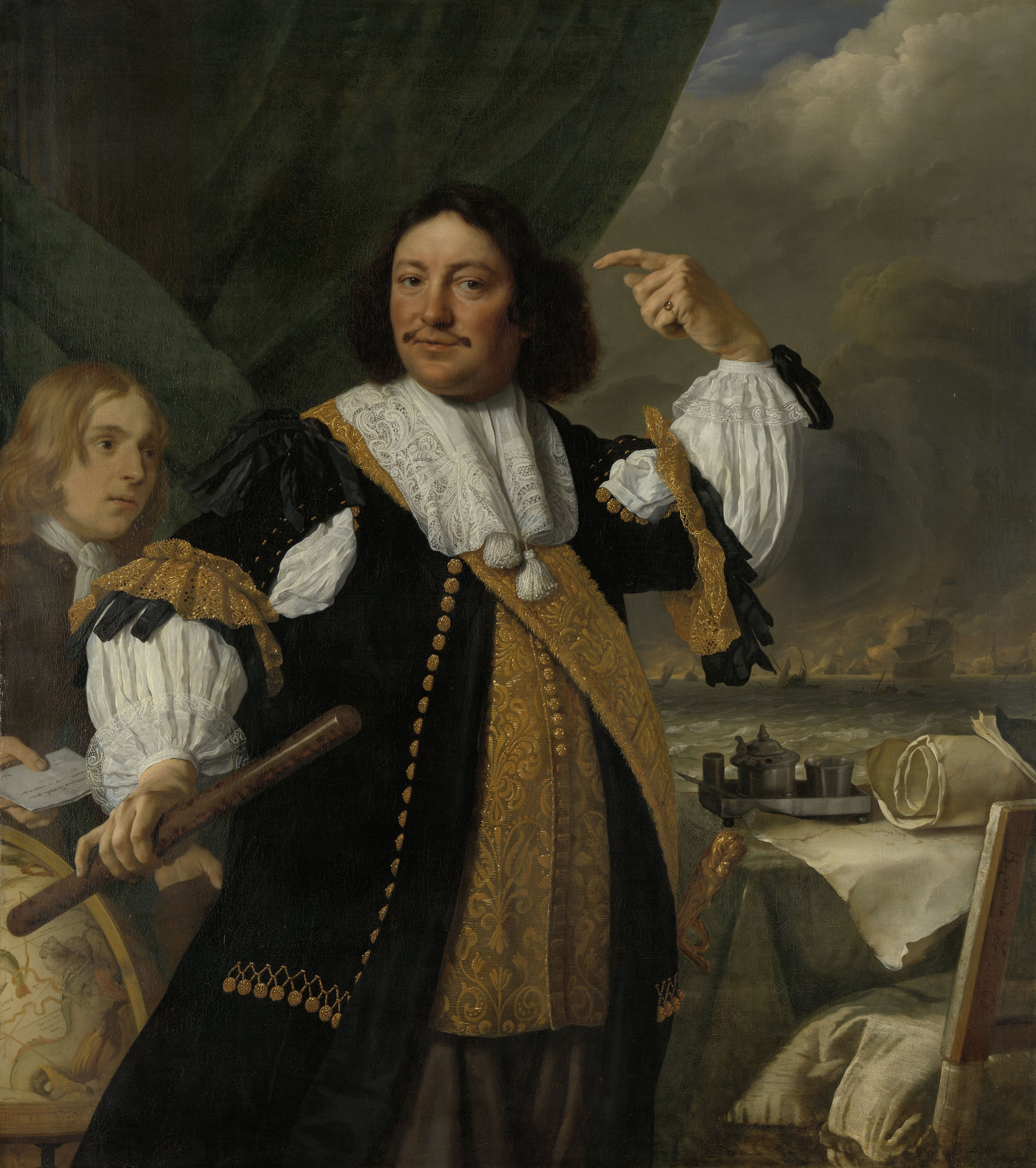
Lieutenant-Admiral Aert van Nes (1626–1693)
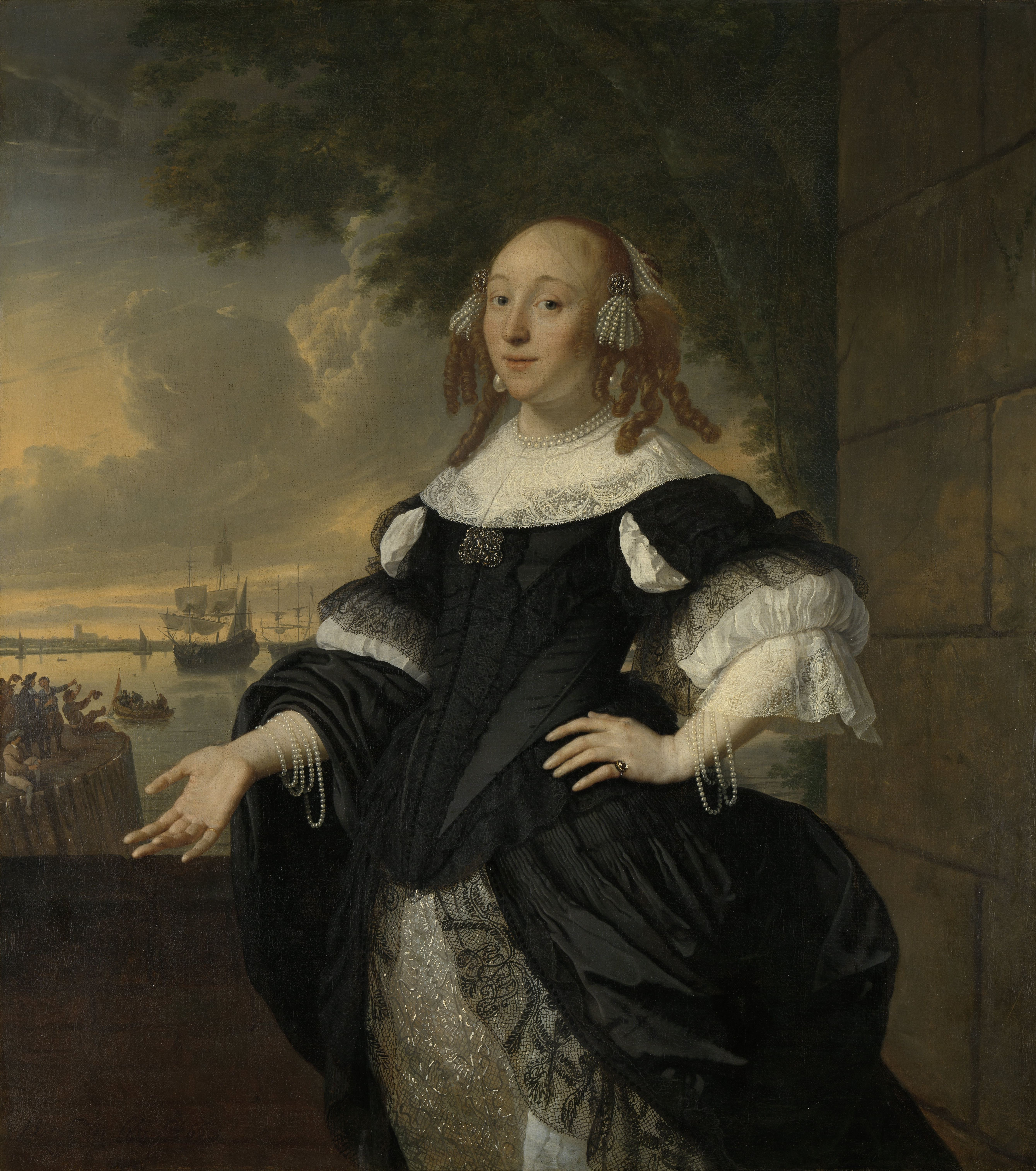
Geertruida den Dubbeld, wife of Lieutenant-Admiral Aert van Nes
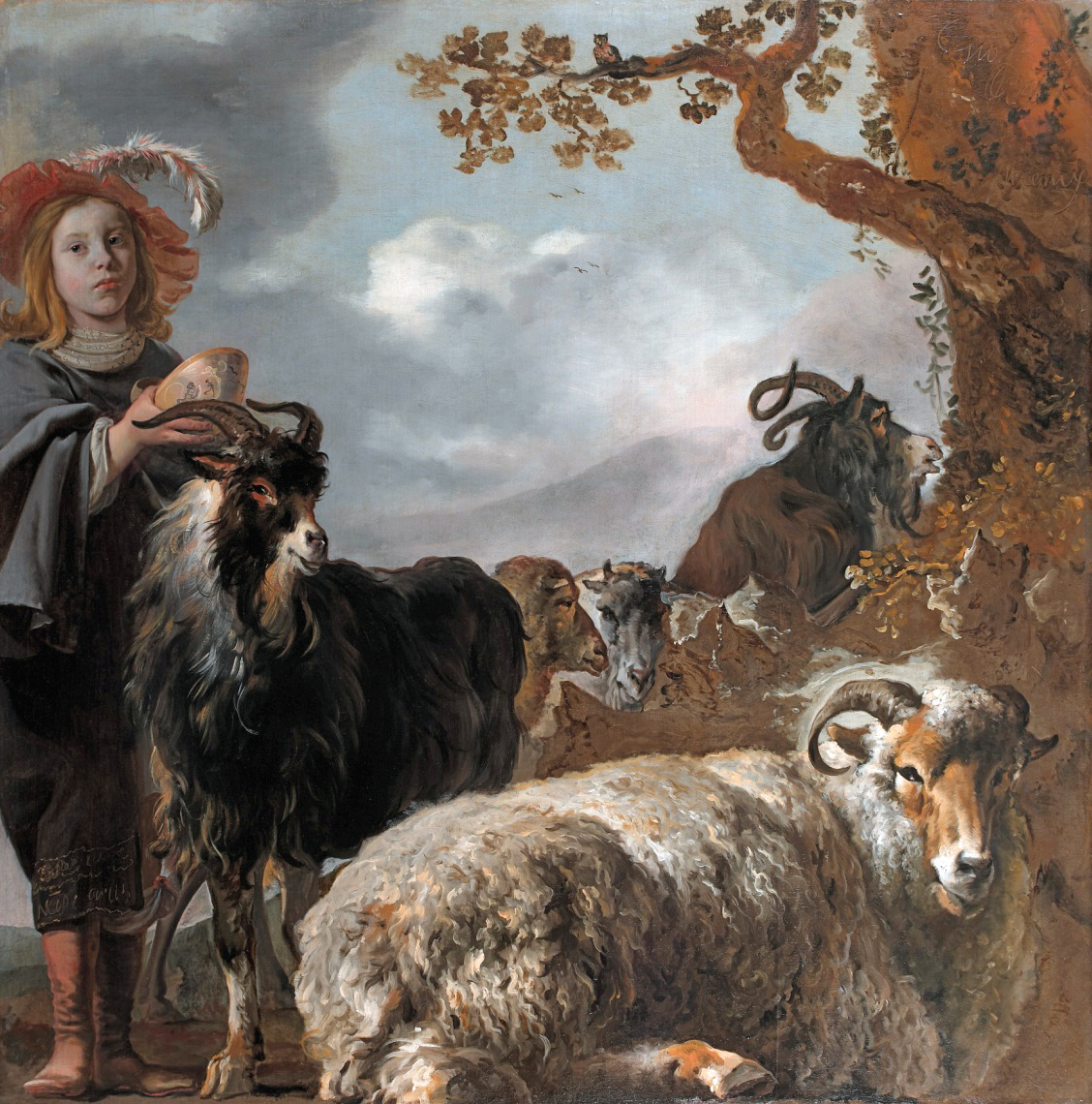
Shepherd boy with sheep and goats, together with Jan Baptist Weenix
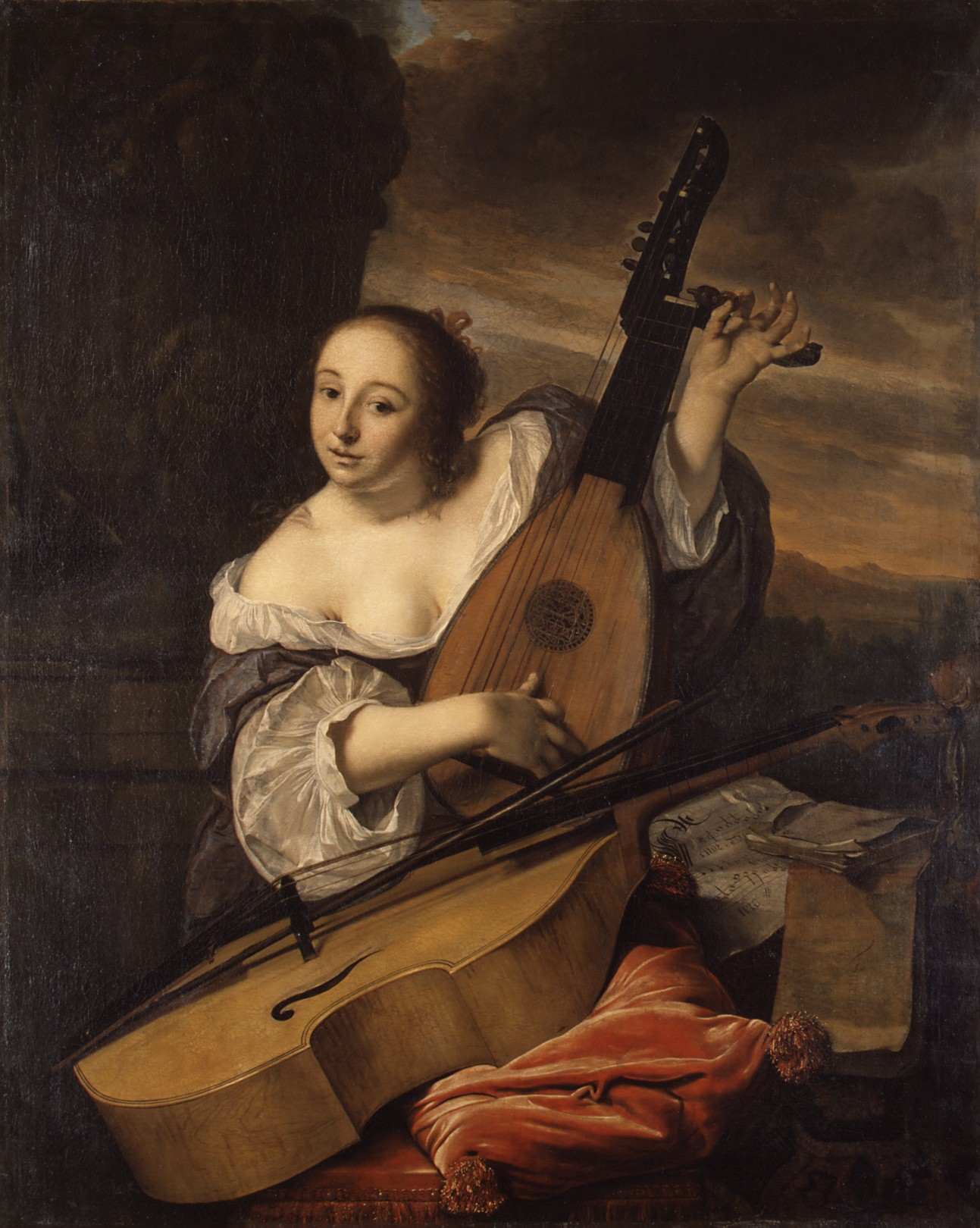
The Musician
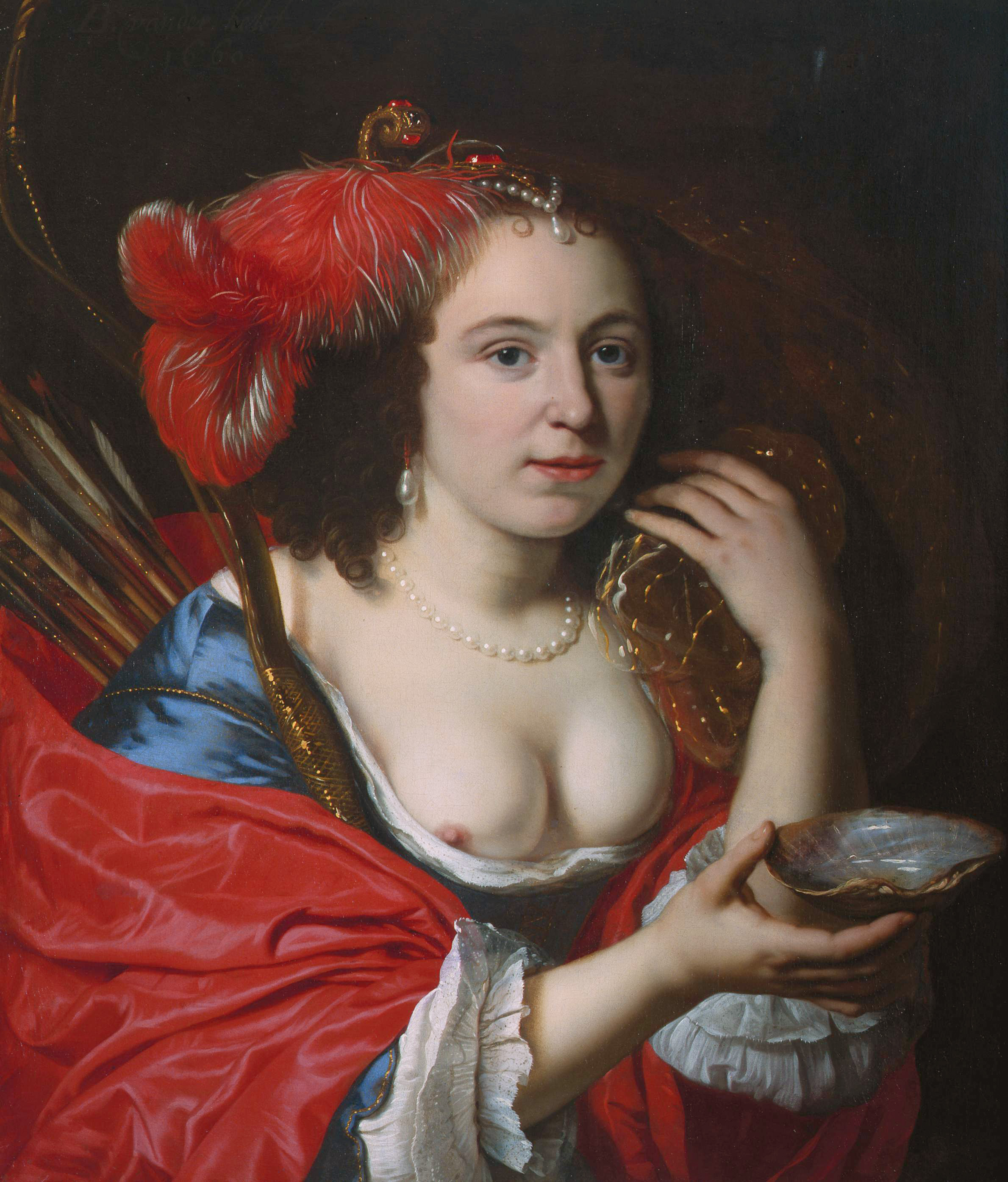
The artist's wife Anna du Pire as Granida
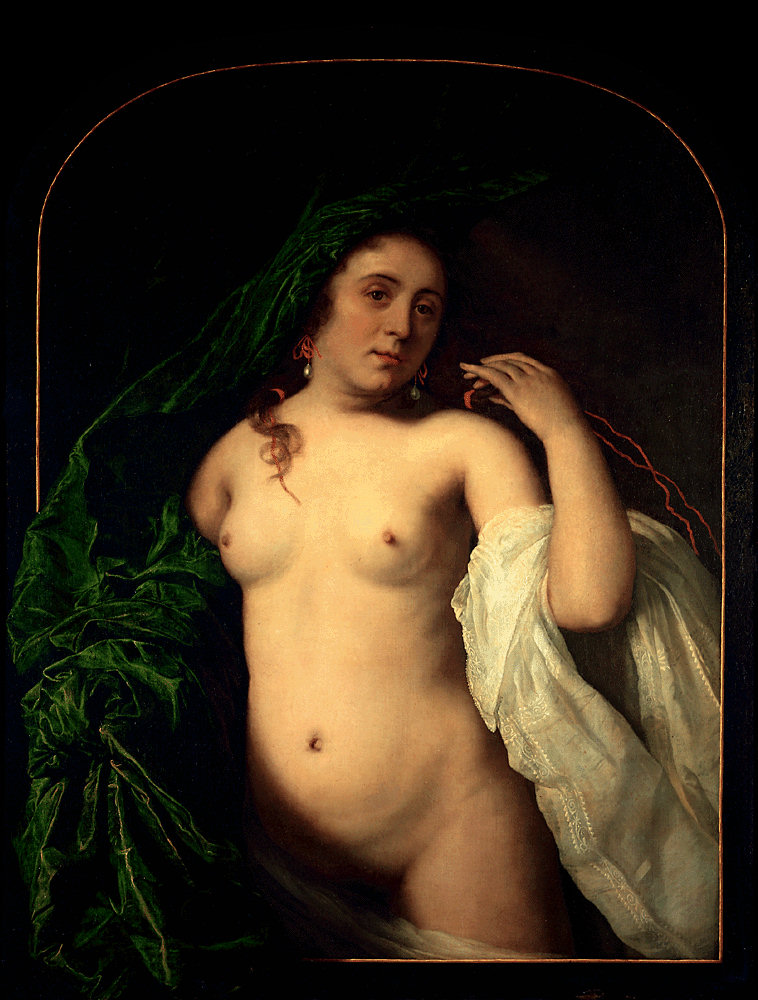
Nude young woman lifting a curtain